# سیارک ۲۰۶۰۴
سیارک ۲۰۶۰۴ (به انگلیسی: 20604 Vrishikpatil، نامگذاری:1999RW205) بیست هزار و ششصد و چهارمین سیارک کشف شده‌است که در ۸ سپتامبر ۱۹۹۹ کشف شد.
قدر مطلق سیارک برابر ۱۶.۲ است.